# 15e méridien est

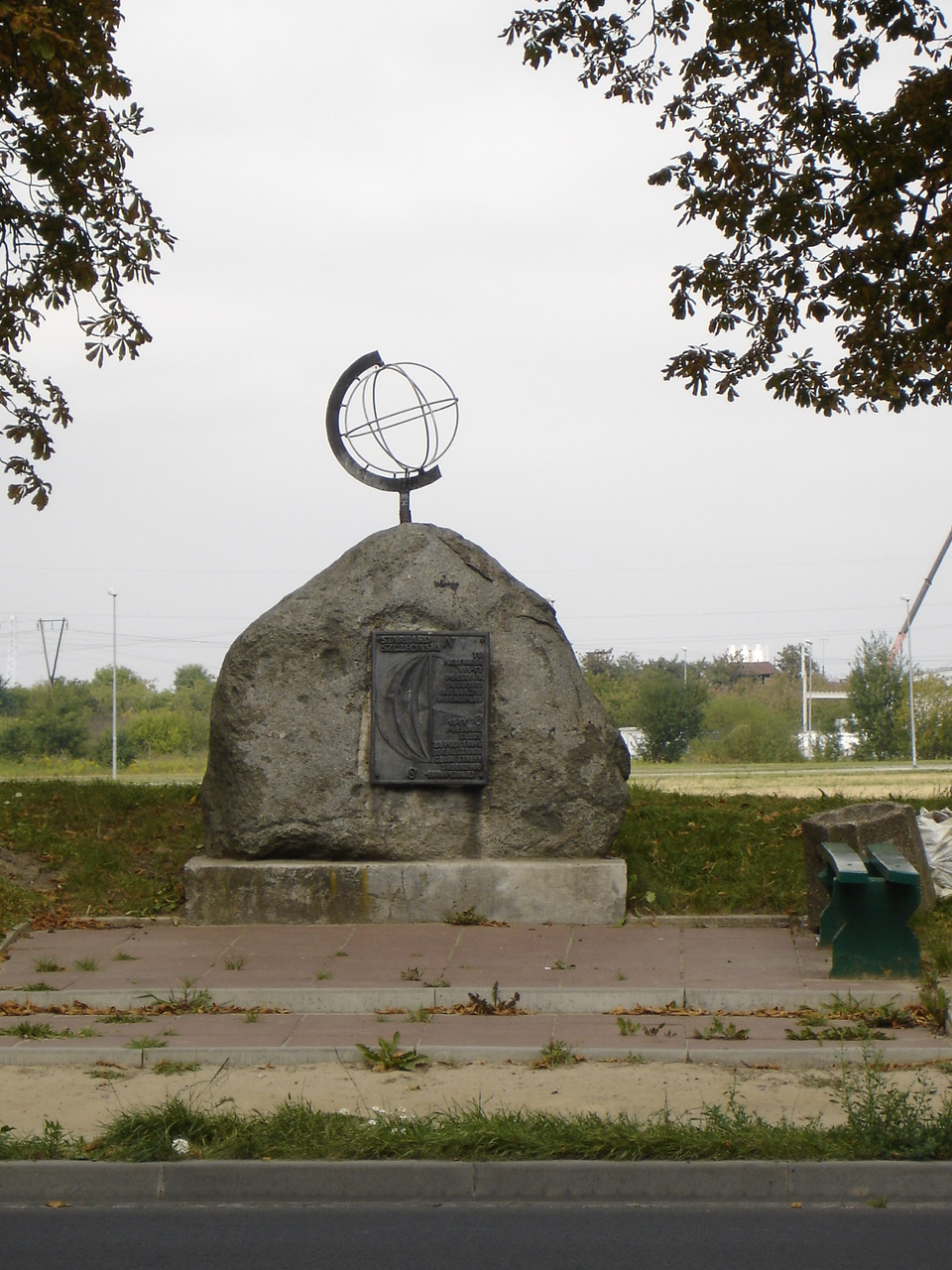
Pierre représentative du 15 méridien Est en

En géographie, le 15e méridien est est le méridien joignant les points de la surface de la Terre dont la longitude est égale à 15° est.

## Géographie

### Dimensions
Comme tous les autres méridiens, la longueur du 15e méridien correspond à une demi-circonférence terrestre, soit 20 003,932 km. Au niveau de l'équateur, il est distant du méridien de Greenwich de 1 670 km,.
Avec le 165e méridien ouest, il forme un grand cercle passant par les pôles géographiques terrestres.

### Régions traversées
| Coordonnées          | Pays, territoire ou mer          | Notes |
| -------------------- | -------------------------------- | --- |
| 90° 00′ N, 15° 00′ E | Océan Arctique                   | |
| 79° 42′ N, 15° 00′ E | Norvège                          | L'île Spitzberg, le Svalbard |
| 79° 08′ N, 15° 00′ E | Océan Atlantique                 | Mer du Groenland Mer de Norvège |
| 68° 51′ N, 15° 00′ E | Norvège                          | Îles Langøya, Austvågøya et Hinnøya |
| 68° 16′ N, 15° 00′ E | Vestfjord                        | |
| 67° 59′ N, 15° 00′ E | Norvège                          | Île Engeløya et le territoire continental |
| 66° 09′ N, 15° 00′ E | Suède                            | Sur environ 1 111 km |
| 56° 09′ N, 15° 00′ E | Mer Baltique                     | |
| 55° 11′ N, 15° 00′ E | Danemark                         | Île Bornholm, sur environ 21 km. Il y a un petit mémorial en 55° N, 15° E                                                                    |
| 55° 00′ N, 15° 00′ E | Mer Baltique                     | |
| 54° 05′ N, 15° 00′ E | Pologne                          | |
| 51° 19′ N, 15° 00′ E | Allemagne                        | sur environ 16 km près de Görlitz |
| 51° 10′ N, 15° 00′ E | Pologne                          | |
| 51° 01′ N, 15° 00′ E | Tchéquie                         | Sur environ 3 km |
| 50° 59′ N, 15° 00′ E | Pologne                          | Sur environ 6 km |
| 50° 56′ N, 15° 00′ E | Tchéquie                         | Une marque dans le trottoir se trouve à Jindřichův Hradec, mais l'endroit précis est situé 100 m à l'ouest[3]                                |
| 49° 01′ N, 15° 00′ E | Autriche                         | |
| 46° 37′ N, 15° 00′ E | Slovénie                         | Correspond presque à la ligne médiane du pays dans la direction ouest-est. Un mémorial a été installé dans le village de Vrhtrebnje (en)[4]. |
| 45° 30′ N, 15° 00′ E | Croatie                          | Territoire continental et les îles Pag (une stèle marque le méridien à Donja Crnika), Sestrunj et Dugi Otok                                  |
| 44° 02′ N, 15° 00′ E | Mer Méditerranée                 | Mer Adriatique |
| 42° 00′ N, 15° 00′ E | Italie                           | Sur la plage de Termoli ; un monument d'une hauteur de 7 mètres marque le 42° N, 15° E point[5]                                              |
| 40° 12′ N, 15° 00′ E | Mer Méditerranée                 | Mer Tyrrhénienne |
| 38° 23′ N, 15° 00′ E | Italie                           | Île Vulcano |
| 38° 22′ N, 15° 00′ E | Mer Méditerranée                 | Mer Tyrrhénienne |
| 38° 09′ N, 15° 00′ E | Italie                           | Sicile, traversant le volcan Etna |
| 36° 42′ N, 15° 00′ E | Mer Méditerranée                 | |
| 32° 25′ N, 15° 00′ E | Libye                            | |
| 23° 00′ N, 15° 00′ E | Tchad                            | Sur environ 1 km ; le méridien passe exactement par le point le plus au nord-ouest du pays.                                                  |
| 22° 59′ N, 15° 00′ E | Niger                            | |
| 16° 22′ N, 15° 00′ E | Tchad                            | En passant par le lac Tchad Passe juste à l'ouest de N'Djamena.                                                                              |
| 12° 07′ N, 15° 00′ E | Cameroun                         | |
| 10° 00′ N, 15° 00′ E | Tchad                            | |
| 8° 41′ N, 15° 00′ E  | Cameroun                         | |
| 6° 45′ N, 15° 00′ E  | République centrafricaine        | |
| 4° 25′ N, 15° 00′ E  | Cameroun                         | |
| 2° 01′ N, 15° 00′ E  | République du Congo              | |
| 4° 35′ S, 15° 00′ E  | République démocratique du Congo | |
| 5° 52′ S, 15° 00′ E  | Angola                           | |
| 17° 23′ S, 15° 00′ E | Namibie                          | |
| 23° 21′ S, 15° 00′ E | Océan Atlantique                 | |
| 60° 00′ S, 15° 00′ E | Océan Austral                    | |
| 69° 15′ S, 15° 00′ E | Antarctique                      | Terre de la Reine-Maud, réclamée par la Norvège                                                                                              |